# Минаев, Владислав Николаевич
Владисла́в Никола́евич Минае́в (1905 — 1966) — советский писатель и публицист. Автор работ по истории и деятельности международной разведки и контрразведки. Член Союза писателей СССР.

## Оценки

### «Американское гестапо»
28 апреля 1949 года издательство МК и МГК ВКП(б) «Московский рабочий» оценило книгу «Американское гестапо» как «политический памфлет, разоблачающий современную американскую действительность» и представляющий «превращение США в фашистско-полицейскую страну, где царят террор и беззаконие». Рукопись будущей книги была направлена секретарю ЦК ВКП (б) М. А. Суслову «для просмотра» и получения «указаний». Те главы книги, которые были посвящены разведывательной деятельности были посланы для оценки министру государственной безопасности СССР В. С. Абакумову.
30 апреля 1949 года в справке помощник М. А. Суслова С. П. Гаврилов отмечал, что издание книги «Американское гестапо» было «включено в план по инициативе издательства с согласия МГК», однако здесь же указывал, что «специальных указаний об издании этой книги не было». О Минаеве Гаврилов сообщил, что тот является автором 10 книг и брошюр, в которых освещена история международной разведывательной и контрразведывательной деятельности. Кроме того, было указано, что автор книги имеет два снятых партийных взыскания.
3 мая 1949 года М. А. Суслов поставил на письме издательства резолюцию следующего содержания: «Товарищам Шепилову, Ильичёву. Прошу просмотреть рукопись и дать заключение. Специальные главы о разведке нужно послать на просмотр товарищу Абакумову».
 

23 июня 1949 года сотрудники Отдела агитации и пропаганды ЦК ВКП (б) Д. Т. Шепилов и Л. Ф. Ильичёв докладывали Суслову:  

СЕКРЕТАРЮ ЦК ВКП(б) тов. СУСЛОВУ М.А.
По Вашему поручению Отдел пропаганды и агитации ознакомился с рукописью книги В. Минаева «Американское гестапо», которая предполагается к выпуску издательством «Московский рабочий». Специальные главы книги о разведке посылались на просмотр министру Государственной безопасности СССР т. Абакумову.
Значительная часть содержания книги «Американское гестапо» основана на домыслах и измышлениях автора, поэтому не может служить разоблачению преступной деятельности американских разведывательных органов. При подготовке книги автор использовал закрытые материалы, говорить о которых в открытой печати нецелесообразно. Опубликование такой книги может лишь внести путаницу в понимание нашими читателями современной американской действительности. По сообщению министра Госбезопасности СССР т. Абакумова, на квартире у Минаева хранились секретные материалы об американской разведке. Органами госбезопасности все эти материалы у Минаева изъяты. Тов. Абакумов против издания книги В. Минаева.
Отдел пропаганды и агитации считает нецелесообразным выпускать книгу В. Минаева «Американское гестапо».
Просим Ваших указаний.
Д. ШЕПИЛОВ
Л. ИЛЬИЧЁВ
23/VI-49 г.
Сам В. Н. Минаев написал В. М. Молотову письмо, пересланное 21 июня 1949 года М. А. Суслову, где пожаловался на руководство издательства «Московский рабочий», которое, по мнению Минаева, занималось систематическим затягиваем выпуска книги «Американское гестапо», которую он определял как затрагивающую тему «системы внутриполитического шпионажа и полицейского террора в США». Кроме того он отмечал, что положенные в основу «Американского гестапо» материалы «целиком почерпнуты из американских же источников — из прессы и литературы». Минаев указывал, что выдержки из книги ранее были напечатаны в журнале «Большевик». В заключении письма он высказал мнение, что считает «тему книги политически острой и отвечающей требованиям нынешней международной обстановки».

### «Под сенью статуи „Свободы“»
Писатель Л. И. Лагин в рецензии в журнале «Огонёк» отмечал, что ценность книги «Под сенью статуи „Свободы“» заключается в том, что «она при сравнительно небольшом объёме даёт полное, доходчивое и убедительное описание многих сторон „американского образа жизни“». Кроме того он отнёс к числу больших достоинств книги «обилие интересных и убедительных, хотя не всегда хорошо воспроизведённых фотографий, рисующих „прелести“ американской жизни». Лагин указывает, что на страницах запечатлены «снимки, показывающие „работу“ и „учёбу“ агентов Федерального бюро расследований — этого американского гестапо». Он высказывает мнение, что «подлинным украшение книжки являются семь вклеек с выразительными рисунками Бориса Проронова». В то же время Лагин высказал критические замечания о книге, посчитав, что Минаев недостаточно полно описывает социально-политические обстоятельства при которых были приняты Конституция США и Билль о правах. Кроме того Лагин полагает, что незаконченной является последняя глава книги под названием «Американский народ в борьбе за мир, свободу и демократию», где по его мнению Минаев, ничего не написал «об одной из самых волнующих и многообещающих особенностей этой борьбы: впервые со времени гражданской войны „белые“ борются за свободу и мир рука об руку с „цветными“». Также по мнению Лагина в книге мало затронута тема «пассивности и уклончивости, которые проявляет во время предвыборных кампаний американский избиратель, сбитый с толку демагогией обеих партий американских монополий». Он считает, что «можно бы привести поистине разительные цифры». И считает, что если не принимать во внимание указанные недочёты, то «книжка В. Минаева сослужит свою хорошую службу».

## Сочинения

### Книги
- Минаев В. Н. Западная Белоруссия и Западная Украина под гнётом панской Польши. — М.: Госвоениздат, 1939. — 46 с.
- Минаев В. Н. Коварные методы иностранных разведок. — Госвоениздат, 1940. — 60 с. — (Библиотека красноармейца).
- Минаев В. Н. Подрывная деятельность иностранных разведок в СССР / Под ред. И. И. Ерухимовича. — М.: Воениздат НКО СССР, 1940. — 216 с.
- Минаев В. Н. Разведка и контрразведка Великобритании. — М.: Воениздат, 1941. — 136 с.
- Минаев В. Н. Разведка и шпионаж во флоте. — М., Л.: Военмориздат, 1941. — 47 с. — (Библиотека краснофлотца).
- Минаев В. Н. Фашистская разведка и её методы. — М.: ОГИЗ, Госполитиздат, 1942. — 40 с. — 50 000 экз.
- Минаев В. Н. Подрывная деятельность германского фашизма на Ближнем Востоке. — М.: Госполитиздат, 1942. — 52 с. — 50 000 экз.
- Минаеев В. Н. О подрывной работе немецко-фашистских мерзавцев. — Баку: Азернешр, 1942. — 88 с. — (В помощь пропагандисту и агитатору). — 5000 экз.
- Минаев В. Н. Путь на Берлин с юга?. — Баку: Азернешр, 1943. — 256 с. — 5000 экз.
- Минаев В. Н. Американское гестапо. — М.: Московский рабочий, 1950. — 400 с. — 50 000 экз.
- Минаев В. Н. Под сенью статуи «Свободы». — М.: Госкультпросветиздат, 1951. — 142 с.
- Минаев В. Н. Тайное оружие обречённых. — М.: Молодая гвардия, 1952. — 440 с. — 50 000 экз.
- Минаев В. Н. Операция «Ход с чёрного хода». — М.: Международные отношения, 1964. — 460 с. — 30 000 экз.
- Минаев В. Н. Тайное становится явным. — 2-е изд., доп. — М.: Воениздат, 1962. — 376 с. — 100 000 экз.

### Статьи
- Минаев В. Н. Американская плутократия и гангстеризм // Большевик. — 1948. — № 24. — С. 44—63.
- Минаев В. Н. Они пытаются повторить историю // Звезда. — 1955. — № 5. — С. 124—136. Тираж: 60000 экз.